# 御嶽神社 (三郷市)
御嶽神社（みたけじんじゃ）は、埼玉県三郷市の神社。

## 歴史
創建年代は不明である。ただ元禄年間（1688年 - 1704年）に「水防稲荷」と呼ばれる神社を合祀したという記録があることから、少なくとも江戸時代前期には既に存在していたものと推測される。「東福寺」が別当寺であった（明治初期に廃寺）。
1872年（明治5年）、近代社格制度に基づく「村社」に列せられ、1909年（明治42年）の神社合祀により、周辺の2社が合祀された。その後、江戸川の改修工事に伴い昭和期に2度移転して、現在地に至っている。

## 交通アクセス
- 路線バス新和仲橋停留所より徒歩2分。